# 4441 Тосіе
4441 Тосіе (4441 Toshie) — астероїд головного поясу, відкритий 26 січня 1985 року.
Тіссеранів параметр щодо Юпітера — 3,264.
Названо на честь Тосіе (яп. としえ(要恵) тосіе).